# マルタの軍事

マルタの軍事（マルタのぐんじ）では、マルタの軍事について解説する。

## 概要
マルタは地中海中央部に位置する島嶼であり、地中海の東西交通を管制できる位置にある。中世以降に限っても1565年にマルタ騎士団とオスマン帝国の間でマルタ包囲戦が行なわれ、1798年にはナポレオン・ボナパルト率いるフランス軍がエジプト・シリア戦役の途中で占領している。その後、1800年にイギリス軍が占領し、1814年にイギリス領となっている。
イギリスは地中海艦隊をマルタに配備し、通商路の保護・権益確保にあたった。第一次世界大戦においては、船団護衛部隊の基地として、連合国各国が利用している。1930年代中盤に入り、ヨーロッパで緊張が高まってくると、地中海艦隊主力はイタリアからの空襲を恐れ、アレキサンドリアへと移動した。
第二次世界大戦中は、地中海の東西交通を維持し、イタリアとリビア間の補給路を妨害する拠点として活用された。特に戦争前半において航空・水上・潜水艦部隊の行動により、北アフリカ所在の枢軸軍への補給を妨げた。そのため、これを制圧するため、イタリア空軍・ドイツ空軍による激しい空襲の対象となっている。枢軸国空挺部隊による占領作戦（ヘラクレス作戦）も検討されたが、これは実行されなかった。マルタに対する連合国の補給も容易ではなく、ヴィガラス作戦・ハープーン作戦・ペデスタル作戦などの補給作戦が行なわれている。1942年には、イギリス王室から、困難な状況に立ち向かっていることに対してマルタ島住民へ勲章が贈られている。連合軍の攻勢により、1943年にはマルタの包囲は解消された。
1964年にマルタはイギリスから独立し、1974年に共和制に移行した。所在イギリス軍のうち、地域部隊がマルタ軍として改編・設立された。1979年にはイギリス軍も撤退している。マルタ軍は陸海空の各戦力を持ち、2008年時点の兵員は約1,600名で志願制。北大西洋条約機構（NATO）などの軍事同盟には加盟していないが親西欧的な安全保障政策を採っている。1995年にNATOとの平和のためのパートナーシップに参加したが1996年に一旦脱退し、2008年に復帰している。

## マルタ軍
マルタ軍（マルタぐん、Armed Forces of Malta, AFM）は、3個連隊(中隊集成)および航空部隊・船舶部隊からなる。主力は歩兵2個中隊、特殊部隊1個中隊を基幹とする第1連隊である。

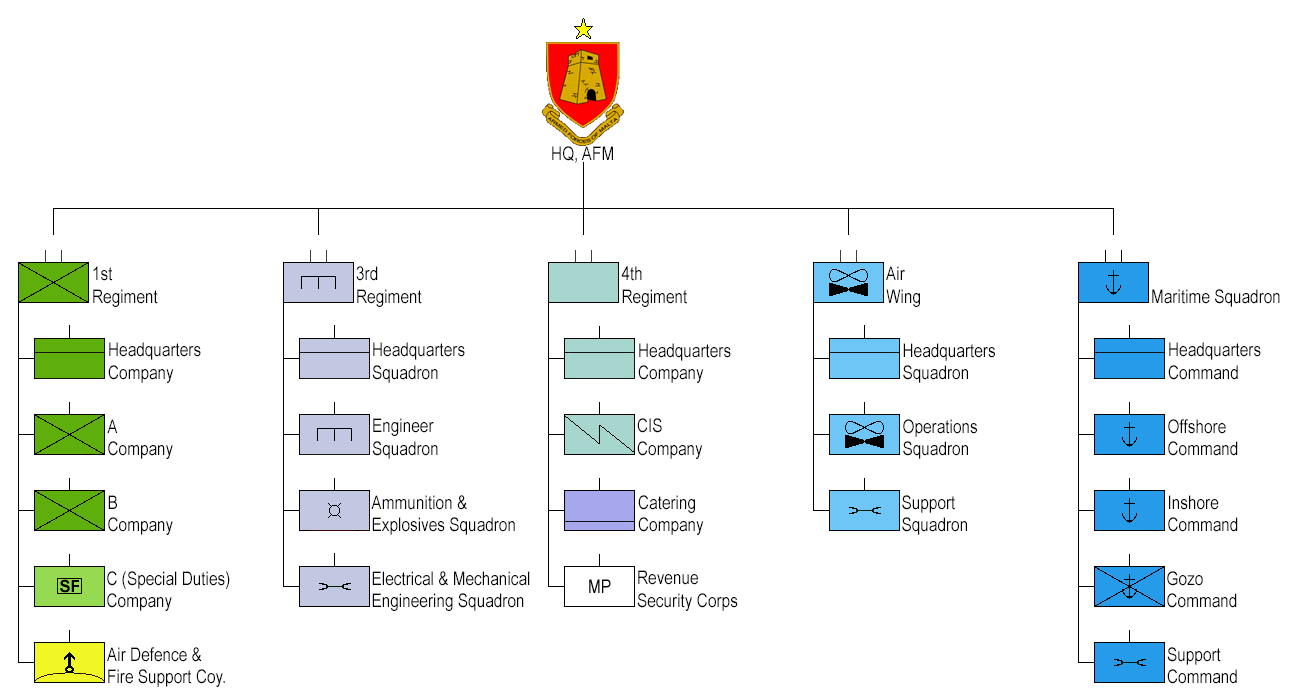
マルタ軍の編制

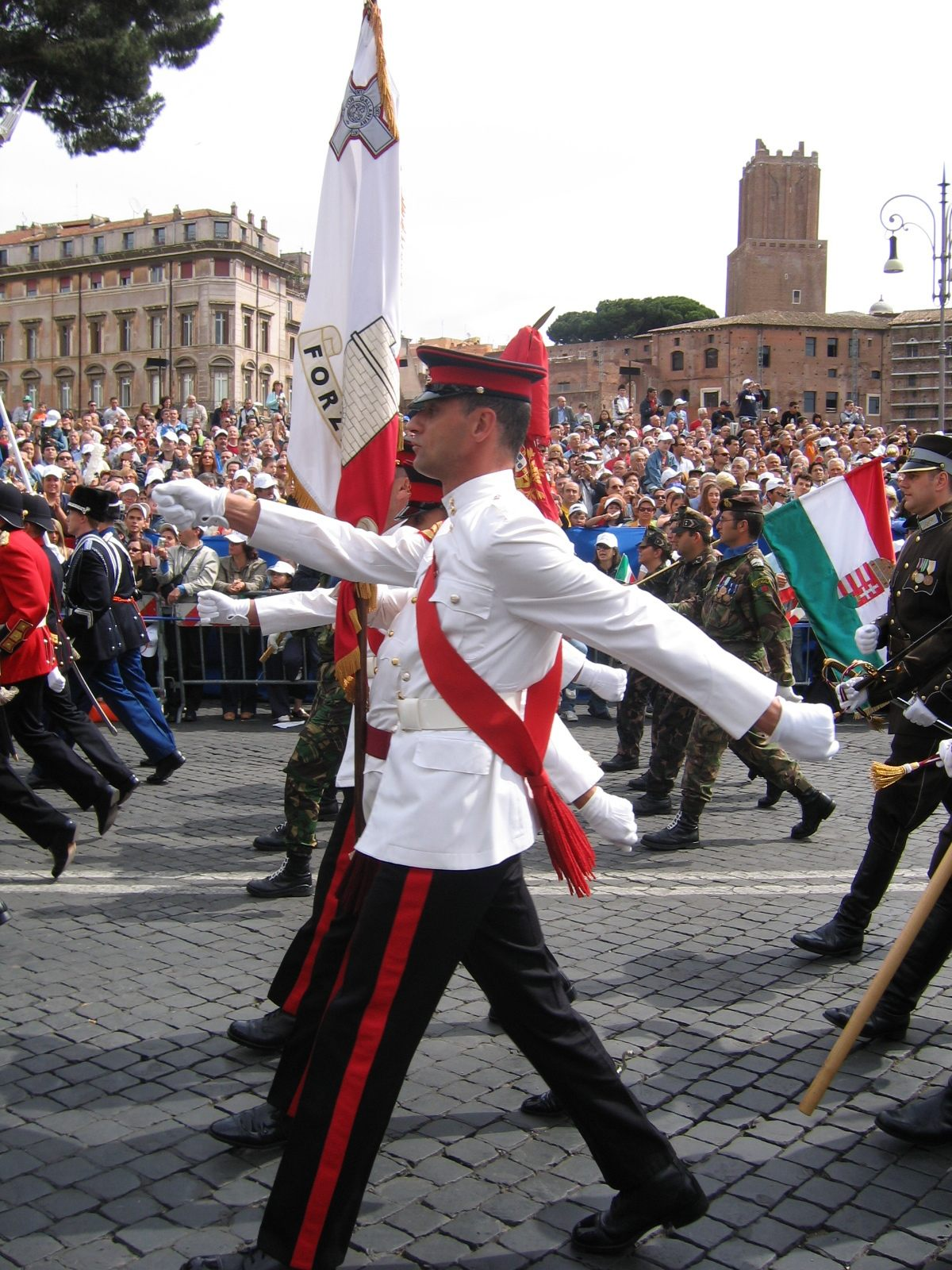
行進するマルタ軍兵士たち

独立以前には歩兵および砲兵各1個連隊が駐留イギリス陸軍の主力であった。1800年にはイギリスの下、マルタ民兵連隊(Regiment of Maltese Militia)が設置された。このうち歩兵部隊は、財政上の理由などにより改編・廃止を繰り返しながら、1931年に本国の支援により国王マルタ連隊(King's Own Malta Regiment)となった。設立時は1個大隊であったが、大戦中には最大4個大隊編成となった。大戦後に縮小され1972年に解散している。砲兵連隊は民兵部隊の一部を改編し1861年に設立されている。この砲兵連隊(1 Regiment Royal Malta Artillery)を1974年に改編し、マルタ軍が設立された。

### 本部
本部(HQ AFM)は陸上部隊3個連隊および航空部隊・船舶部隊を統括する。部局などは以下の通り。
- 作戦・訓練局(Operations & Training Branch)
- 管理・人事局(Administration & Personnel Branch)
- 後方支援局(Logistics Branch)
- 欧州連合防衛政策局(European Union Security Defence Policy Branch)
- 広報室(Public Information Cell)
- 情報室(Intelligence Cell)
- 法務部(Legal Office)
- 監査・調査局(Audit & inspectorate Branch)

### 第1連隊
第1連隊(1st Regiment)はマルタ軍の主力であり、5個中隊編制である。
- 本部中隊
- A中隊：歩兵。ライフル部隊。マルタ国際空港所在。
- B中隊：歩兵
- C中隊：特殊部隊。即応部隊でもある。
- 防空・支援中隊：対空火器および迫撃砲などの重火器装備。

### 第3連隊
第3連隊は工兵部隊である。
- 工兵小隊
- 弾薬・爆薬中隊
- 電子・機械整備小隊

### 第4連隊
- 本部中隊
- 指揮・統制・通信・情報中隊

### 航空部隊
哨戒および捜索救難を行なう固定翼機・ヘリコプターなど11機装備。

### 船舶部隊
小型哨戒艇等を装備。マルタ海軍艦艇一覧も参照。

### 装備
- ベレッタM92
- AK-47
- ベレッタAR70/90
- SIG MCX - 特殊部隊が使用
- ベレッタARX160 - 特殊部隊が使用
- FN FAL - 儀礼用
- H&K MP5
- ベレッタM12
- L96A1
- FN ミニミ
- PK (機関銃)
- FN MAG
- RPG-7
- ボフォース40㎜対空機関砲